# Leading Ladies Awards
De Leading Ladies Awards is sinds 10 juli 2018 een Nederlandse ondernemersprijs speciaal voor vrouwen. De prijzen worden verdeeld in de categorieën ‘maatschappelijk’, ‘zakelijk’ en ‘beste nieuwkomer’. Een jury kent de prijzen toe aan vrouwen die zich onderscheiden in expertise, maatschappelijke impact en ondernemerschap. De Leading Ladies Awards is een initiatief van Piper-Heidsieck en Dutch Global Media. De verkiezing is in het leven geroepen ter ere van vrouwen in de top die als rolmodel kunnen fungeren voor andere vrouwen. 

## Uitgereikte prijzen

### 2019
- Maatschappelijk: Sascha Gabizon - Women Engage for a Common Future en afgevaardigde Women's Major Group van de Verenigde Naties
- Zakelijk: Nikkie Plessen - Nikkie, NIK&NIK en Fifth House
- Beste Nieuwkomer: Manon van Essen - Magioni

### 2018
- Maatschappelijk: Hanneke Verburg - Make-A-Wish Nederland
- Zakelijk: Jasja Heijboer - Ace Agency
- Beste Nieuwkomer: Mascha Mooy - Bye Bye Burnout